# Kris Dunn
Kristofer Michael «Kris» Dunn (Montville, Connecticut, 18 de marzo de 1994) es un baloncestista estadounidense que pertenece a la plantilla de Los Angeles Clippers de la NBA. Con 1,91 metros de estatura, juega en la posición de base.

## Trayectoria deportiva

### Universidad
Tras participar en 2012, en su etapa de instituto, en el prestigioso McDonald's All-American Game, jugó cuatro temporadas con los Friars del Providence College, en la que promedió 12,8 puntos, 5,1 rebotes, 5,4 asistencias y 2,2 robos de balón por partido. En sus dos últimas temporadas acaparó galardones en la Big East Conference, ya que fue elegido en ambas Jugador del Año, mejor jugador defensivo e incluido en el mejor quinteto de la conferencia.

#### Estadísticas
| Año     | Equipo     | PJ | PT | MPP  | %TC  | %3P  | %TL   | RPP | APP | ROB | TPP | PPP  |
| ------- | ---------- | -- | -- | ---- | ---- | ---- | ----- | --- | --- | --- | --- | ---- |
| 2012–13 | Providence | 25 | 18 | 27.2 | .398 | .286 | .690  | 4.8 | 3.2 | 1.2 | .3  | 5.7  |
| 2013–14 | Providence | 4  | 0  | 26.5 | .316 | .000 | 1.000 | 2.5 | 5.0 | 1.8 | .3  | 3.8  |
| 2014–15 | Providence | 33 | 33 | 34.0 | .474 | .351 | .686  | 5.5 | 7.5 | 2.7 | .3  | 15.6 |
| 2015–16 | Providence | 33 | 32 | 33.0 | .448 | .372 | .695  | 5.3 | 6.2 | 2.5 | .6  | 16.4 |
| Total   | Total      | 95 | 83 | 31.5 | .450 | .354 | .693  | 5.1 | 5.8 | 2.2 | .4  | 12.8 |

### Profesional
Fue elegido en la quinta posición del Draft de la NBA de 2016 por Minnesota Timberwolves. Debutó el 26 de octubre de 2016 en un partido ante Memphis Grizzlies, logrando 8 puntos y 4 rebotes. En su primera temporada promedió 3,8 puntos y 2,4 asistencias por partido.
El 22 de junio de 2017, Dunn fue traspasado, junto con Zach LaVine y los derechos sobre Lauri Markkanen (la elección número 7 del Draft de la NBA de 2017), a los Chicago Bulls a cambio de Jimmy Butler y los derechos sobre Justin Patton (la elección 16).
El 21 de noviembre de 2020 se comprometió con los Atlanta Hawks por dos temporadas y 10 millones de dólares.
Tras una temporada en Atlanta, el 28 de julio, fue traspasado a Boston Celtics en un acuerdo entre tres equipos enviando a Dunn a los Hawks y a Tristan Thompson a los Kings. Pero el 3 de septiembre, es traspasado junto a Carsen Edwards a Memphis Grizzlies, a cambio de Juancho Hernangómez, pero el 16 de octubre es cortado por los Grizzlies.
El 14 de marzo de 2022, Dunn firmó un contrato de 10 días con los Portland Trail Blazers. El 24 de marzo firmó un segundo contrato de 10 días. El 3 de abril firmó un contrato por el resto de la temporada.
El 4 de noviembre de 2022 fue incluido en la plantilla definitiva de los Capital City Go-Go.
El 22 de febrero de 2023 firmó un contrato de 10 días con los Utah Jazz, el 4 de marzo firmó un segundo contrato de 10 días, y el 14 de marzo firmó hasta final de temporada.
Tras su paso por Utah (88 encuentros en dos temporadas), en julio de 2024, firma con Los Angeles Clippers.

## Estadísticas de su carrera en la NBA

### Temporada regular
| Año     | Equipo        | PJ  | PT  | MPP  | %TC  | %3P  | %TL  | RPP | APP | ROB | TPP | PPP  |
| ------- | ------------- | --- | --- | ---- | ---- | ---- | ---- | --- | --- | --- | --- | ---- |
| 2016-17 | Minnesota     | 78  | 7   | 17.1 | .377 | .288 | .610 | 2.1 | 2.4 | 1.0 | .5  | 3.8  |
| 2017-18 | Chicago       | 52  | 43  | 29.3 | .429 | .321 | .737 | 4.3 | 6.0 | 2.0 | .5  | 13.4 |
| 2018-19 | Chicago       | 46  | 44  | 30.2 | .425 | .354 | .797 | 4.1 | 6.0 | 1.5 | .5  | 11.3 |
| 2019-20 | Chicago       | 51  | 32  | 24.9 | .444 | .259 | .741 | 3.6 | 3.4 | 2.0 | .3  | 7.3  |
| 2020-21 | Atlanta       | 4   | 0   | 11.3 | .083 | .000 | .750 | 1.5 | .5  | .5  | .5  | 1.3  |
| 2021-22 | Portland      | 14  | 3   | 24.0 | .431 | .091 | .944 | 3.5 | 5.6 | 1.6 | .2  | 7.6  |
| 2022-23 | Utah          | 22  | 3   | 25.8 | .537 | .472 | .774 | 4.5 | 5.6 | 1.1 | .5  | 13.2 |
| 2023-24 | Utah          | 66  | 32  | 18.9 | .470 | .369 | .688 | 2.9 | 3.8 | 1.0 | .4  | 5.4  |
| 2024-25 | L.A. Clippers | 74  | 58  | 24.1 | .439 | .335 | .682 | 3.4 | 2.8 | 1.7 | .4  | 6.4  |
| Total   | Total         | 407 | 222 | 23.3 | .437 | .327 | .736 | 3.3 | 4.0 | 1.5 | .4  | 7.7  |

### Playoffs
| Año   | Equipo        | PJ | PT | MPP  | %TC  | %3P  | %TL   | RPP | APP | ROB | TPP | PPP |
| ----- | ------------- | -- | -- | ---- | ---- | ---- | ----- | --- | --- | --- | --- | --- |
| 2021  | Atlanta       | 5  | 0  | 6.6  | .200 | .000 | 1.000 | 1.0 | 1.0 | .4  | .4  | 1.2 |
| 2025  | L.A. Clippers | 7  | 6  | 21.9 | .386 | .357 | –     | 3.4 | 1.3 | 1.1 | .6  | 6.3 |
| Total | Total         | 12 | 6  | 15.5 | .367 | .345 | 1.000 | 2.4 | 1.2 | .8  | .5  | 4.2 |